# Ahmed Faraz
Ahmed Faraz (Nowshera, Paquistão, 14 de janeiro de 1931 –  Islamabad, 25 de agosto de 2008) foi um escritor paquistanês.
Nasceu na Província da Fronteira do Noroeste, então parte do Raj (domínio) britânico da Índia, mas foi criado na região vizinha de Kohat.
Estudou urdu e persa, duas línguas de longa tradição poética, na Universidade de Peshawar. Apesar de pertencer à etnia pashtu, Faraz escreveu toda sua obra em urdu. Mas sua atitude contestatória o obrigou a se exilar.
Em 2004 recebeu o prêmio nacional Hilal-i-Imtiaz como reconhecimento a sua longa carreira poética, porém dois anos depois o devolveu.